# Alma Gluck

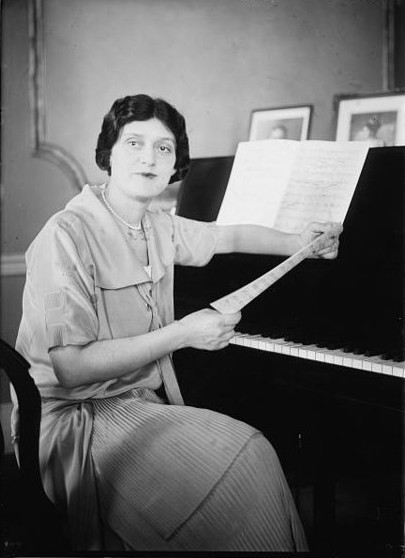

Alma Gluck (n. 11 mai 1884, Iași, România – d. 27 octombrie 1938, New York City, New York, SUA) a fost o cântăreață de operă soprană, evreică-americană, una din cele mai faimoase cântărețe de operă ale lumii, din epocă. Înregistrările sale pe discuri s-au vândut în peste un milion de exemplare.

## Biografie
S-a născut la Iași, într-o familie de evrei, cu numele de Reba Feinsohn (după alte surse Reba Fierson). Părinții ei se numeau Zara și Leon Feinsohn. În anul 1889, la vârsta de cinci ani a emigrat în Statele Unite.
Din prima căsătorie, cu Bernard Glick, un agent de asigurări (Gluck este evident numele profesional, ca o variație a numelui de familie al primului ei soț), a avut un copil, Marcia Davenport.
Din a doua căsătorie, cu violonistul Efrem Zimbalist, a avut doi copii, Efrem Jr. (tatăl actriței Stephanie Zimbalist) și Maria.
La vârsta de 54 de ani a decedat după o lungă boală hepatică.